# Pompeius Trogus
Pompeius Trogus was een Romeins historicus die leefde ten tijde van keizer Augustus. Hij was ook een tijd- en vakgenoot van Titus Livius.

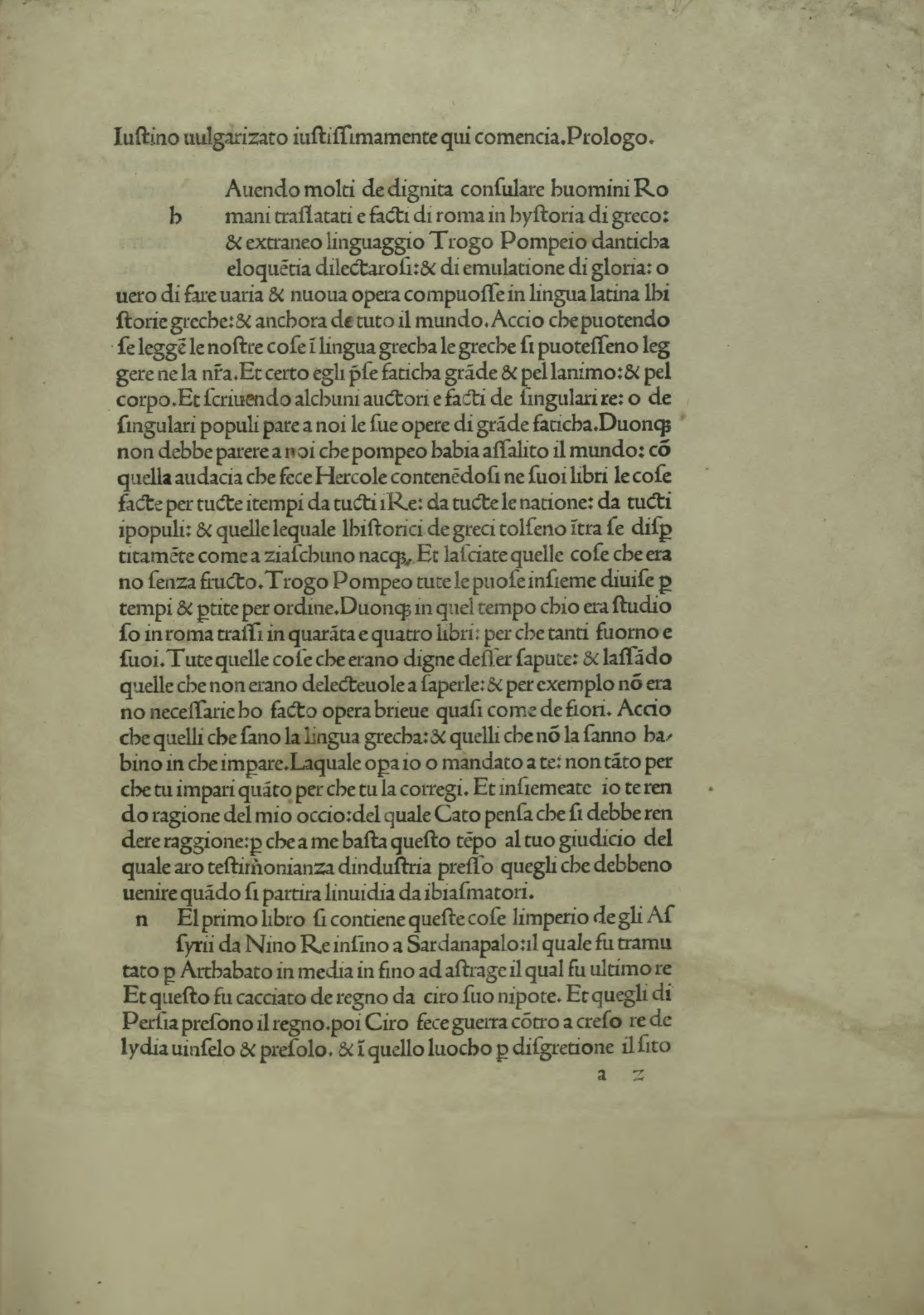
Epitome historiarum Trogi Pompeii

Pompeius Trogus was een gehelleniseerde Galliër en afkomstig uit het stamgebied der Vocontii in Gallia Narbonensis. Behalve zijn groot historiografisch werk schreef hij ook enkele verdienstelijke werken op het gebied van de natuurwetenschappen. Enkele fragmenten van zijn De animalibus, "Over de dierenwereld" zijn bewaard bij Plinius de Oudere, die het werk gebruikte als bron voor zijn eigen Naturalis historia.
Trogus genoot echter veel meer bekendheid vanwege zijn wereldgeschiedenis in 44 boeken, waaraan hij in navolging van zijn Griekse voorganger, de historicus Theopompus (4e eeuw v.Chr.), de titel Historiae Philippicae gaf. Evenals Theopompus nam hij immers de opkomst en de ondergang van het Macedonische rijk tot uitgangspunt bij zijn relaas van de geschiedenis van de volkeren uit Oost en West. Het werk bestreek een zeer ruime periode, vanaf de Assyriërs tot aan zijn eigen tijd. Na de geschiedenis van het Oude Oosten (boeken I-VI) en van Macedonië (boeken VII-XII) laat hij die van de verschillende hellenistische rijken volgen, tot aan hun onderwerping door de Romeinen (boeken XIII-XL). Aanzienlijk minder ruimte werd in beslag genomen door de geschiedenis van de Parthen (boeken XLI-XLII) en van de Romeinse koningen en van de Spaanse en Gallische volkeren tot in de tijd van Augustus.
De afwezigheid van het bij Romeinse geschiedschrijvers over het algemeen nogal sterke patriottisme in het werk van Pompeius Trogus laat vermoeden dat deze een Griekse bron heeft gebruikt, mogelijk het gelijkaardige werk van Timagenes van Alexandrië.
Van de Historiae is een - tamelijk uitvoerig - uittreksel bewaard, de Epitome van de hand van de historicus Marcus Junianus Justinus (3e?/4e? eeuw), die er ook de korte inhoudsopgaven van de afzonderlijke boeken van Trogus' werk aan toevoegde. Uit wat er van overblijft moge blijken dat de Historiae geschreven waren in een levendige stijl, en onder meer boeiende etnografische digressies bevatten. De auteur lijkt een afkeer te hebben van in directe rede weergegeven redevoeringen, een stijlkenmerk dat hij bij zijn voorgangers Sallustius en Livius afkeurde. Zijn toon is hier en daar belerend, de strekking van het geheel sterk moraliserend, zoals zo vaak het geval is in de historiografie van de oudheid.
De historici Velleius Paterculus en Valerius Maximus citeren Trogus' werk reeds herhaaldelijk of benutten het op andere manieren, en in de Middeleeuwen werden de Historiae, zij het in de samenvatting van Justinus, veel gelezen.

## Nederlandse vertaling
- De historien van Justinus uit Trogus Pompejus, vert. Frans van Hoogstraten, Dordrecht, 1682